# Котюк Іван Ілліч
Котюк Іван Ілліч  — доктор юридичних наук, професор КНУ ім. Тараса Шевченка.

## Біографічні відомості
Народився 2 липня 1946 року у селі Росолівці Красилівського району Хмельницької області.
Закінчив Росолівецьку восьмирічну школу та 9-11 класи Великочернятинської середньої школи, навчався на факультеті фізичного виховання Кам'янець-Подільського педінституту й у Кам'янець-Подільському училищі культури.
У 1978 р. закінчив Юридичний факультет Київського національного університету імені Тараса Шевченка за спеціальністю юрист-правознавець. Працював: в органах прокуратури, завідувачем лабораторією криміналістичної техніки, асистентом, доцентом, з 1.06.1999 по 1.09.2012 р. — завідувачем кафедрою криміналістики, а з 1.06.2012 — професор кафедри правосуддя і кафедри теорії права та держави юридичного факультету КНУ ім. Тараса Шевченка.
Поряд із роботою на юридичному факультеті понад десять років викладав правознавство в Українському гуманітарному ліцеї при КНУ ім. Тараса Шевченка.
Відмінник освіти України. Нагороджений: почесним знаком МОН України «За наукові досягнення», почесним знаком Української Секції Міжнародної Поліцейської Асоціації «За мужність та професіоналізм».
Адвокат, член Спілки адвокатів України.

## Дисертації
- «Криміналістична ідентифікація як засіб пізнання і доказування» (1989) — кандидатська;
- «Судова гносеологія: проблеми методології та практики» (2008) — докторська.

Під керівництвом Котюка І. І. підготовлені та захищені кандидатські дисертації:
- Мочкошем Яном Васильовичем на тему: «Методи дослідження кількісних даних предметів посягання злочинів у сфері економіки» (2002);
- Паламарчук Людмилою Петрівною на тему: «Криміналістичне забезпечення розслідування незаконного втручання в роботу електронно-обчислювальних машин (комп'ютерів), систем та комп'ютерних мереж» (2005);
- Дунаєвською Людмилою Григорівною на тему: «Розслідування злочинів, скоєних при наданні медичної допомоги» (2006).
- Бишевець Олена Володимирівна на тему: «Концептуальні засади застосування психологічного впливу у сфрі судочинства» (2011).
- Середа Юрій Миколайович на тему: «Формування доказів у кримінальному процесі України» (2012)
- Калинюк Наталя Миколаївна на тему «Тактика проведення очної ставки» (2012)
- Філоненко Ганна Геннадіївна на тему «Особливості розслідування ухилення від сплати податку на прибуток підприємств (2014)
- Нешик Тарас Степанович на тему „Вердикт присяжних у кримінальному процесі“ (2015)
- Стельмащук Олександр Васильович на тему: „Відкриття провадження у справах про кримінальні правопорушення: чинний порядок і напрями вдосконалення“ (2017)

## Досягнення
Перша премія у номінації „Навчальні посібники“ Всеукраїнського конкурсу на найкраще юридичне видання 2000 року. Автор понад 250 наукових і науково-методичних праць.
Котюк І. І. є автором нових напрямів юридичної науки:
- теорія судового пізнання;
- юридична гносеологія.

Монографії Котюка І. І.:
- „Теоретичні аспекти криміналістичної ідентифікації“ (2004);
- „Кримінальне, кримінально-процесуальне та кримінально-виконавче право України: Гендерна експертиза“ (2004);
- „Теорія судового пізнання“ (2006).

Є автором багатьох програм курсів і спецкурсів.
Програми, підручники і посібники автора рекомендовані Міністерством освіти і науки України для середніх загальноосвітніх навчальних закладів.
Протягом 2002—2005 років Міністерством науки і освіти України призначався головою Журі Всеукраїнської олімпіади з правознавства, а протягом 2003—2005 років — заступником голови Журі Всеукраїнського турніру юних правознавців.
Брав участь і робив доповіді на багатьох науково-практичних конференціях, круглих столах та семінарах.